# 拉蒙特·史密斯
拉蒙特·史密斯（英語：LaMont Smith，1972年12月11日—），美国男子田径运动员，主攻短跑。他曾代表美国参加1996年夏季奥林匹克运动会田径比赛，获得男子4×400米接力金牌。